# Pachycormiformes
A Pachycormiformes a sugarasúszójú halak (Actinopterygii) osztályába tartozó kihalt rend.

## Rendszerezés
- Pachycormidae
  - Astenocormus Woodward, 1895
    - Asthenocormus titanicus

  - Eugnathides Gregory 1923
  - Euthynotus Wagner, 1860
    - Euthynotus intermedius
    - Euthynotus incognitus

  - Hypsocormus Wagner, 1860
  - Leedsichthys
  - Orthocormus Weitzel, 1930
    - Orthocormus cornutus

  - Pachycormus Agassiz, 1833
    - Pachycormus curtus

  - Prosauropsis Sauvage 1893
    - Prosauropsis elongatus

  - Protosphyraena Leidy, 1857 
    - Protosphyraena penetrans

  - Sauropsis Agassiz, 1832
    - Sauropsis longimanus
    - Sauropsis latus

  - Saurostomus Agassiz, 1833
    - Saurostomus esocinus

Ichthyodectidae = Ichthyodectiformes
- Xiphactinus audax
- Gillicus arcuatus